# Pleismar
Pleismar ist ein Ortsteil der Gemeinde An der Poststraße im sachsen-anhaltischen Burgenlandkreis.

## Lage
Pleismar befindet sich südlich der Stadt Bad Bibra und nördlich der Stadt Eckartsberga in einer landwirtschaftlichen Region. Die Bundesstraße 250 erschließt den Raum verkehrsmäßig. Im Dorf leben 86 Einwohner.

## Geschichte
Der Ort wurde wohl zwischen 530 und 800 gegründet. Als Blisegrin wurde er 1291 erstmals urkundlich erwähnt. 1291–1370 waren die Besitzer von Markheßler Lehnsinhaber von Pleismar. Im 13./14. Jahrhundert war der Ort ein Kastell, die Ritter dieser Burg wurden aber nur in der Zeit von 1291 bis 1357 in den Pforteurkunden erwähnt. Pleismar kam 1373 an den Thüringischen Landgrafen. 1378 wurde es dem Bezirk Finne zugeordnet. Bei der Leipziger Landesteilung 1485 kam Pleismar an das albertinische sächsische Amt Eckartsberga. 1494 besaßen die von Heßler in Pleismar ein Vorwerk mit 4 Hufen Land, 10 Höfe und 4 wüste Hofstätten. Das Erbbuch des Amtes Eckartsberga zählte 1550 in Pleismar 15 besessene Mannen, darunter 10 Anspänner mit je 2 Pferden und 5 Hintersassen. Schon 1619 wurde die Parochie Pleismar mit den Orten Schimmel und Gößnitz erwähnt. 1795 wurde eine neue Kirche erbaut, da die alte baufällig gewesen war.
Pleismar wurde 1816 dem neuen preußischen Landratsamt Eckartsberga zugeschlagen. 1821 wurde der Grundstein zum Bau eines neuen Pfarrhauses gelegt. Das Dorf bestand 1822 aus einem Vorwerk und 30 Häusern mit 150 Einwohnern. Nur das Vorwerk mit 5 Einwohnern gehörte noch zum Rittergut Klosterhäseler, die übrigen Einwohner unterstanden dem Gerichtsamt Eckartsberga. Das Schulhaus wurde 1830 aufgestockt, wann das Erdgeschoss gebaut wurde, ist unbekannt. Ein Separationsrezess wurde 1848 geschlossen. Am 16.,19. und 21. August 1875 brachen Feuer beim Gerichtsschöppen und Kirchenvorsteher E. Steinbrück aus. Da der Friedhof an der Kirche zu klein geworden war, wurde 1891/1892 ein neuer Friedhof eingerichtet. Im Ersten Weltkrieg mussten 8 Mann aus Pleismar ihr Leben lassen. Am 25. April 1918 brannte der Dachstuhl des Bornschein’schen Hauses.
Pleismar wurde 1921 erstmals mit elektrischen Strom versorgt. Im Jahr darauf wurde das Kriegerdenkmal für die Gefallenen des Ersten Weltkrieges eingeweiht. Das neu gebaute Schulhaus wurde am 3. August 1930 eingeweiht. Als eine der ersten Gemeinden im Kreis schaffte sich Pleismar 1930 eine Motorspritze an. Die Frauenhilfe wurde 1933 gegründet, die Freiwillige Feuerwehr am 13. Januar 1935. 1935 wurde zudem ein neues Spritzenhaus gebaut. 1937 bekam Pleismar drei elektrische Dorfbeleuchtungen. Im Zweiten Weltkrieg mussten 21 Männer aus Pleismar ihr Leben lassen.
Drei Hitlerjungen im Alter von 15 bis 16 Jahren wurden am 11. April 1945, kurz vor Kriegsende, in Pleismar von amerikanischen Truppen erschossen, sie wurden in Pleismar beerdigt. Ihnen wurde ein gemeinsames Grabdenkmal gesetzt.
1945 und 1946 kamen Heimatvertriebene aus den Ostgebieten auch nach Pleismar. In einer Bodenreform am 3. September 1945 erhielten vier landlose Bauern je 7 ha Land, 3 Betriebe wurden aufgestockt.
1949 wurde der Kirchturm neu eingedeckt. Der Pfarrsprengel Pleismar wurde zum 1. Mai 1950 aufgelöst, Pleismar kam zu Klosterhäseler. Am 1. Juli 1950 wurde die Gemeinde Klosterhäseler mit den Orten Gößnitz, Pleismar und Klosterhäseler gegründet. Eine Landwirtschaftliche Produktionsgenossenschaft mit vorerst 130 ha wurde 1952 im Ort gegründet. Sie wurde 1959 Vollgenossenschaft, der auch der letzte Bauer beitreten musste. 1964 führte die DDR die Postleitzahlen in allen Orten ein, Pleismar bekam 4801. Das Dach der Kirche wurde 1970 eingedeckt, dabei wurde die Turmhaube heruntergenommen und ein kleiner Turm aufgesetzt. 1971 wurde eine Trauerhalle auf dem Friedhof gebaut, 1976 eine Wasserleitung, die an die Finne-Wasserleitung angeschlossen wurde. Die Schwesternstation wurde 1980 aufgelöst. An die Kirche wurde 1980/81 ein Gemeinderaum angebaut. Eine neue Konsumverkaufsstelle, die 1989 eröffnete, schloss kurz nach der Wende wieder.
Nach der Wiedervereinigung Deutschlands am 3. Oktober 1990 wurden die Bezirke der DDR aufgelöst und wieder Länder gebildet. Pleismar gehörte fortan zu Sachsen-Anhalt. Als erste private Unternehmen nach der Wende arbeiteten 1991 ein Antennenservice und ein Landwirt. Vom 4. bis zum 7. Juli 1991 feierte Pleismar sein 700-jähriges Bestehen. Am 1. Juni 1992 wurde der Ort an die Verwaltungsgemeinschaft Bad Kösen angeschlossen. Im gleichen Jahr erhielt die Straße zum Friedhof eine Bitumendecke, die Gehwege im Ort wurden 1993 erneuert. Seit der Einführung neuer Postleitzahlen zum 1. Juli 1993 hat 06647. Zum 1. Juli 1994 schlossen sich die Kreise Naumburg, Nebra und Zeitz zum Burgenlandkreis zusammen. Eine neue Buswartehalle wurde 1995 aufgestellt. Die Freiwillige Feuerwehr feierte am 22./23. Juli 1995 ihr 60-jähriges Bestehen. Anlässlich der 200-Jahr-Feier der Kirche stattete die Patengemeinde aus Berneburg der Kirchengemeinde am 24. September 1995 einen Besuch ab. Die Pfarre Klosterhäseler mit den zugehörigen Orten kam zum 1. März 1997 nach Bad Bibra. Am 13. September 1997 wurde die grundlegend reparierte Orgel eingeweiht. Pleismar wurde 1998 in das Dorferneuerungsprogramm aufgenommen. Das ehemalige Konsumgebäude wurde 2000 verkauft, es entstand ein Eigenheim.

## Söhne und Töchter Pleismars
- Liz Mields-Kratochwil (* 1949), Bildhauerin
- Ernst-Frieder Kratochwil (* 1944), Dramaturg, Hörspielautor, Dozent